# Banjar Raya
Banjar Raya is een bestuurslaag in het regentschap Langkat van de provincie Noord-Sumatra, Indonesië. Banjar Raya telt 3330 inwoners (volkstelling 2010).